# Chondrocladia nani
Chondrocladia nani är en svampdjursart som beskrevs av Boury-Esnault och van Beveren 1982. Chondrocladia nani ingår i släktet Chondrocladia och familjen Cladorhizidae.
Artens utbredningsområde är Kerguelen. Inga underarter finns listade i Catalogue of Life.